# Ratten (gmina)
Ratten – gmina w Austrii, w kraju związkowym Styria, w powiecie Weiz. Według Austriackiego Urzędu Statystycznego liczyła 1180 mieszkańców (1 stycznia 2015).

## Współpraca
Miejscowość partnerska:
- Waldalgesheim, Niemcy